# Heinrich Schuëcker
Heinrich Schuëcker (eigentlich Schuöcker, * 25. November 1867 in Wien; † 17. April 1913 in Boston) war ein österreichisch-amerikanischer Harfenist und Musikpädagoge. Er war der Bruder des Harfenisten Edmund Schuëcker.

## Leben und Werk
Heinrich Schuëcker studierte von 1878 bis 1884 am Wiener Konservatorium bei Antonio Zamara.
Ab 1885 wirkte er als 1. Harfenist am Boston Symphony Orchestra. Er hatte diese Stellung bis zu seinem Tode inne. Schuëcker lehrte auch am New England Conservatory in Boston.